# Mlinac (jezero)
Jezero Mlinac nalazi se 12 km zapadno od Đakova, između sela Selci Đakovački i Kondrić. Izduženo je oko 1,5 km u smjeru sjever – jug. Na njemu se održavaju natjecanja u ulovu šarana i amura. Uz njega se proteže još 2 jezera imena: Buga i Vigo. Jezera su površine 17 četvornih kilometara.